# Arenivaga floridensis
Arenivaga floridensis là một loài gián trong họ Polyphagidae. Chúng là loài đặc hữu ở Florida.